# Middleburg (Virginia)
Middleburg ist eine Stadt in Loudoun County, Virginia, USA. Das U.S. Census Bureau hat bei der Volkszählung 2020 eine Einwohnerzahl von 669 ermittelt.

## Geschichte
Middleburg wurde 1787 von Levin Powell, einem revolutionären Oberstleutnant und Staatsmann Virginias, gegründet. Er kaufte das Land für rund 6 Dollar pro Hektar von Joseph Chinn, einem Cousin von George Washington. Den ursprünglichen Namen Chinn's Crossroads änderte Powell in Middleburg, da die Stadt auf halbem Weg zwischen Alexandria und Winchester auf der Ashby's Gap Handelsroute lag. Heutzutage führt dort die U.S. Highway 50 entlang.
In der Stadt befinden sich einige Gasthäuser, unter anderem das Red Fox Inn and Tavern, das angeblich das „älteste originale Gasthaus in Amerika“ sein soll. Die Red Fox Tavern war ein Treffpunkt für den Konföderierten-Colonel John S. Mosby und seine Rangers. Ein Jahrhundert später hielt Präsident Kennedys Sekretär, Pierre Salinger, dort Pressekonferenzen ab.
Seit dem Beginn des 20. Jahrhunderts empfing Middleburg Besucher, die in die Stadt zur Fuchsjagd und zum Jagdrennen kamen. Das Dorf erhielt bald den Ruf als „Pferde- und Jagdhauptstadt der Nation“ und lockte berühmte Besucher aus dem ganzen Land an.
Berühmte Einwohner der Stadt waren Jackie Kennedy, Elizabeth Taylor (als sie mit Senator John Warner verheiratet war), Jack Kent Cooke und Alice du Pont Mills.